# Гигрофор ранний
Гигрофо́р ра́нний (лат. Hygrophorus marzuolus) — съедобный гриб из рода Гигрофор  (Hygrophorus) семейства Гигрофоровые (Hygrophoraceae).
Синонимы
- Латинские: Clitocybe marzuolus Fr., Limacium marzuolus.
- Русские: гигрофор мартовский, снежный гриб.

## Описание
Шляпка диаметром 4—10 см, толстая, мясистая, центральная или (изредка) эксцентрическая, у молодых грибов выпуклая, позднее — плоская, иногда слегка вдавленная. Поверхность шляпки часто неравномерно изогнутая, края волнистые. Кожица на шляпке гладкая, сухая, немного опушённая, благодаря покрывающим её волоконцам. Цвет шляпки у молодых грибов светло-серый или беловатый, позже меняется на свинцово-серый или черноватый с более-менее крупными пятнами. 

Мякоть плотная, сначала белая, позднее — со слабым сероватым оттенком, особенно под кожицей шляпки и в ножке. Запах слабый, но приятный; выраженный вкус отсутствует.
Ножка короткая, толстая (3—8 см длиной и 1,5—4 см толщиной), неравномерно цилиндрическая или слегка изогнутая, сплошная, обычно утончённая книзу. По цвету беловатая или сероватая, часто имеет шелковисто-волокнистый вид и серебристый оттенок. Верхняя часть ножки (под шляпкой) немного чешуйчатая. 

Пластинки редкие, довольно толстые, 2—6 мм шириной, перемежающиеся промежуточными пластинками и нисходящие по ножке. У молодых грибов беловатые, у зрелых — сероватые.
Споровый порошок белый. Споры 7—9 × 4—5 мкм, яйцевидно-эллипсоидные, гладкие, бесцветные.

## Экологияи распространение
В отличие от большинства гигрофоров, Hygrophorus marzuolus — очень ранний вид, появляющийся с марта до начала мая. Весной во время оттепелей встречается даже под снегом. Растёт на почве в хвойных и лиственных лесах (преимущественно под буками). Вид очень редкий, хотя местами растёт обильно.

## Сходные виды
Из-за очень раннего сезона появления гигрофор ранний нельзя спутать с другими грибами, в том числе — с ядовитыми. Другие, сходные виды рода Hygrophorus встречаются преимущественно осенью.

## Употребление
Съедобный гриб, ценный тем, что появляется ранней весной, когда других съедобных грибов ещё мало. Идёт главным образом для приготовления супов, а также в качестве гарнира к мясным блюдам.